# Olcsa község
Olcsa község (románul: Comuna Olcea) község Bihar megyében, Romániában. Központja Olcsa, beosztott falvai Bélkalocsa, Pusztahodos, Ökrös.

## Népessége
A 2011-es népszámlálás adatai alapján a község népessége 2773 fő volt.